# DJ Chester
DJ Chester, właśc. Karol Wódkowski (ur. 28 maja 1991 w Kielcach) – DJ obecny na polskiej scenie muzycznej od 2008 roku.
Pierwszy i jak na razie jedyny Polak, który ukończył amerykańskie Scratch Dj Academy. Działalność Chestera silnie nawiązuje do początków kultury hip-hop, rapu jednak oprócz tego gatunku, artysta tworzy także sety w klimatach funk, moombahton, afrobeat i trap.
Oficjalny DJ koszykówki 3x3 na Igrzyskach Europejskich (2023)
Oprawiał muzycznie także Mistrzostwa Świata FIBA 3x3 U23 (2023) oraz FIBA 3x3 Lublin Challenger (2023)
Od 2018 roku koncertuje z Tau.
Występował na jednej scenie z takimi gwiazdami Amerykańskiego Hip Hopu jak:
Dilated Peoples, Evidence, Smif-n-Wessun, Devin the Dude, J-Ro (Tha Alkaholiks), Bobbito García, Tony Touch (Rock Steady Crew), Masta Ace, Marco Polo, Fashawn czy DJ Babu (Beat Junkies).
Grał koncerty między innymi z Afu-Ra (Gang Starr Foundation), Illa J (Slum Village /Brat J Dilla), Pih, Wojtas (Wzgórze Ya-Pa 3), Te-Tris, Sarius czy Polska Wersja.
Współpracuje także z wybitnym perkusistą – Filipem Mozulem
Pionier streetball djingu. Oprawiał muzycznie między innymi serię zawodów Red Bull King of the Rock Tournament  (największy cykl streetball na świecie), Red Bull Half Court: 3x3 basketball challenge czy Finał Mistrzostw Polski LOTTO 3x3 QUEST na Katowickim Rynku (2023)
Od 2017 roku jest również DJ-em na spotkaniach koszykówki w klasycznej odmianie - zarówno w najwyższej hierarchii męskich ligowych rozgrywek w Polsce, jak również w pierwszej oraz drugiej lidze.
Właściciel agencji artystycznej Bombing Rap Atack.

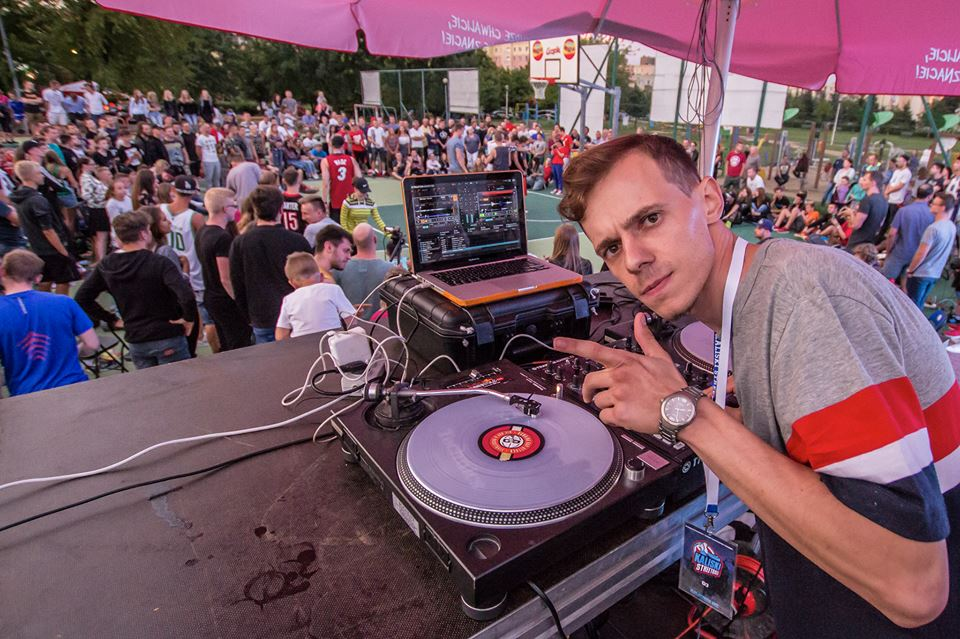
Kaliski Streetball (2017)

Zorganizował pierwszy w Polsce turniej koszykówki „Full Court 21", którego zwycięzca poleciał do Nowego Jorku na światowy finał (2016) jako oficjalny reprezentant Polski.
Organizator Bombing Rap Attack Festival na którym wystąpili w trakcie czterech edycji między innymi: KęKę, JWP, Donguralesko, Eldo, Afu-Ra, Sarius, Trzeci Wymiar czy Sitek.
Ambasador inicjatyw Bobbito Garcia w Polsce.
Ma na koncie występy w USA (Chicago, Nowy Jork), Jamajce (Kingston), Anglii (Londyn), Szkocji (Glasgow, Edynburg), Hiszpanii (Barcelona), Norwegii (Oslo), Portugalii (Lizbona), Francji oraz ponad pół tysiąca w całej Polsce.

## Dyskografia
- Really Dope Mixtape[10] (2016)
- J Dilla Tribute Mixtape[11] (2020)
- Nipsey Hussle Tribute Mixtape[12] (2020)
- Live From Kraków[13] (2020)
- Live From Kraków 2: NY Classic[14] (2020)